# Bobby Puma
Bobby Puma est un disc-jockey et producteur américain originaire de San Francisco et résidant à Los Angeles.

## Biographie
Longtemps considéré comme l'un des plus grands « ghostproducers » durant les cinq dernières années, il produit ses propres pistes depuis 2014. Son premier singe officiel sortira en mai, en collaboration avec le trio Wolfpack, et se classa 18e du top 100 sur Beatport.
Smash The House, Musical Freedom et Doorn Records accueillirent les productions de l'américain, qui s'offrira une collaboration avec Chuckie en août 2015.
Peu présent sur scène lors de festivals majeurs, il est depuis le début de l'année en tournée aux États-Unis.

## Discographie
Discographie non exhaustive : certains singles et remixes peuvent être absents de cette liste. Discographie issue principalement de http://www.bptoptracker.com.

### Singles / EPs
- 2014 : Jump (avec Wolfpack) [Smash The House]
- 2014 : Rockin With The Best [DOORN (Spinnin)]
- 2015 : Manifesto [DOORN (Spinnin)]
- 2015 : Traveler [Interlace Records]
- 2015 : Someone Somewhere (Tiësto Edit) [Musical Freedom][4]
- 2015 : Mainstage (avec Chuckie) [Dirty Dutch Music]
- 2015 : Once Again (avec Chuckie) [Dirty Dutch Music]
- 2016 : Deeper Than Love [Armada Deep]
- 2016 : Makin' Me Dizzy (avec Tiësto) [Musical Freedom]

### Remixes / Édits
- 2015 : Sir Ivan, Taylor Dayne - Kiss All The Bullies Goodbye (Bobby Puma Charity Trap Remixes) [Peaceman Music]